# Зайферт, Харальд
Ха́ральд За́йферт (нем. Harald Seifert; 20 сентября 1953, Кведлинбург) — немецкий бобслеист, разгоняющий, выступал за сборную ГДР в середине 1970-х годов. Участник зимних Олимпийских игр в Инсбруке, чемпион мира в зачёте четырёхместных экипажей, обладатель бронзовой медали чемпионата Европы, призёр многих международных турниров и национальных первенств.

## Биография
Харальд Зайферт родился 20 сентября 1953 года в Кведлинбурге. Активно занимался спортом с раннего детства, позже переехал во Франкфурт-на-Одере, где присоединился к знаменитому спортивному клубу «Форвертс». Начиная с девятнадцати лет показывал неплохие результаты в качестве бобслейного разгоняющего, со временем стал членом экипажа одного из ведущих немецких пилотов Хорста Шёнау, получил возможность выступать на крупнейших международных турнирах. Вместе с Шёнау они неоднократно становились чемпионами Восточной Германии и благодаря череде удачных выступлений удостоились права защищать честь страны на зимних Олимпийских играх 1976 года в Инсбруке. Зайферт участвовал в соревнованиях четвёрок, их экипаж, куда также вошли разгоняющие Хорст Бернхардт и Раймунд Бетге, после первых заездов показывал неплохое время, но в итоге занял только четвёртое место — до бронзовых медалей им не хватило меньше секунды.
Несмотря на неудачу с Олимпиадой, Зайферт продолжил участвовать в бобслейных заездах и в 1978 году завоевал золотую медаль на чемпионате мира в американском Лейк-Плэсиде. Состав их четвёрки, по сравнению с заявленным на Олимпийских играх, претерпел некоторые изменения — Раймунд Бетге перешёл в команду пилота Майнхарда Немера, а его место занял молодой разгоняющий польского происхождения Богдан Музиоль. Таким составом они выступили также на чемпионате Европы в австрийском Игльсе, заняли третье место и получили соответственно бронзовые награды. Позже Харальд Зайферт пытался отобраться на Олимпийские игры 1980 года в Лейк-Плэсид, но не выдержал конкуренцию со стороны молодых немецких разгоняющих и вынужден был завершить карьеру профессионального спортсмена.